# Simfonia núm. 5 (Tubin)
La Simfonia núm. 5 en si menor va ser composta per Eduard Tubin el 1946. Va ser estrenada el 16 de novembre de 1947 a Estocolm per l'Orquestra Filharmònica d'Estocolm sota la direcció de Carl Garaguly. Té una durada aproximada de 30 minuts.

## Moviments
- Allegro energico
- Andante
- Allegro assai

## Origen i context
Aquesta va ser la primera simfonia de Tubin després d'haver-se exiliat a Suècia el 1944. Tubin va començar a escriure la Cinquena només arribar al camp de refugiats d'Eriksdal, però aviat la va abandonar per no tenir un estat d'ànim apropiat. El juny de 1946, la va reprendre tot optant per un enfocament completament diferent. Tot i no tenir un programa explícit, la seva música dramàtica fa servir la coneguda melodia popular estoniana Meil aiaäärne tänaval en el primer moviment i el cor rural La nit s'acabarà aviat en el segon.

## Representacions
La Cinquena Simfonia va ser l'obra que va presentar Tubin a la societat sueca. L'endemà de l'estrena, Maurice Karkoff del Stockholms Tidningen va anomenar Tubin «un dels grans mestres actuals. Realment tenim sort que Tubin hagi triat Suècia com a casa seva». El Dagens Nyheter, va publicar una crònica de Curt Berg en què la valorava de la següent manera: «Una obra sorprenentment bella i potent, sens dubte una de les peces orquestrals noves més interessants». A l'Afton-Tidningen del mateix dia, el compositor Moses Pergament va escriure: «No hi ha gaire dubte que aquesta simfonia ha estat concebuda i escrita com una representació sonora de la tragèdia nacional estoniana, una visió en la qual el mateix drama ha estat pintat amb la mateixa força i imaginació artística que l'esperança religiosament acolorida pel futur i la inspiradora visió profètica de la llibertat».
La Cinquena va esdevenir l'èxit internacional més important en vida de Tubin. Una orquestra de ràdio alemanya la va interpretar a Detmold, Hamburg i Londres. Arvid Fladmoe la va dirigir en una gira per Noruega amb orquestres locals a Trondheim, Bergen i Oslo. La primera interpretació als Estats Units va ser el 1952 al Carnegie Hall de Nova York. El 1955, Olav Roots la va dirigir a Bogotà. El 1956, quan a Tubin se li va permetre tornar a Estònia, hi va haver la primera representació al seu país el 21 de setembre de 1956 a Tallinn, interpretada per l'Orquestra Simfònica de Ràdio Estoniana dirigida per Sergei Prokhorov. La simfonia es va tocar en quatre concerts a Sydney el 1958 amb el famós director rus exiliat Nikolai Malko.

## Instrumentació
La Simfonia núm. 5 està escrita per a una orquestra gran estàndard, sense instruments doblats, concretament: 	3 flautes, 3 oboès, 3 clarinets, 3 fagots - 4 trompes, 3 trompetes, 3 trombons, 1 tuba, percussió i cordes.